# Lepospondyli
Lepospondyli é uma subclasse extinta de anfíbios que habitou a região que atualmente é a Europa e a América do Norte durante o Mississippiano e a metade do Permiano, quando tais continentes se localizavam próximos a Linha do Equador. Eram caracterizados por possuírem um corpo alongado e pequeno, membros pequenos, ao ponto de uma ordem não apresentarem, e suas vértebras centrais tinham o formato de uma ampulheta. Seus fósseis geralmente são encontrados em rochas sedimentares (arenito), calcárias ou carboníferas em estuários, rios e lagos.

## Evolução
Existem muitas divergências a respeito de seu ciclo evolutivo, entretanto a teoria mais aceita a respeito de seu surgimento é que tenha evoluído a partir de um ancestral comum a todos os tetrápodes, considerando que possuem um pescoço que separa a cabeça dos ombros, algo que não ocorre em não-tetrápodes, como os peixes.
Existem duas teorias a respeito de seus descendentes, sendo que a primeira diz que os anfíbios modernos, ou apenas alguns grupos, surgiram a partir da Lepospondyli, porém essa teoria é contraditória pelo fato destes terem surgido apenas no Triássico, alguns milhões de anos após sua extinção. A outra, mais aceita, é que os anfíbios modernos surgiram a partir da Temnospondyli, um grupo a parte deste. Essa teoria é corroborada pelos seus modos reprodutivos, já que se sugere que estes animais apresentavam metamorfose, tal como os anfíbios, diferente da Lepospondyli, que aparentemente tinha desenvolvimento direto. E é tido como consenso entre os pesquisadores que a subclasse está mais próxima dos amniotas do que esses animais, devido a esse fato e a análises cladísticas.

## Ordens
Atualmente, cinco ordens são tidas como pertencentes a subclasse:
- Adelospondyli
- Aïstopoda
- Lysorophia
- Microsauria
- Nectridea